# Педашка Первая
Педашка Первая (укр. Педашка Перша), село, 
Руновщинский сельский совет, 
Зачепиловский район, 
Харьковская область.
Код КОАТУУ — 6322283502. Население по переписи 2001 года составляет 4 (2/2 м/ж) человека.

## Географическое положение
Село Педашка Первая находится на пересыхающем ручье, который через 7 км впадает в реку Орчик, на расстоянии в 2 км расположено село Устимовка.

## История
- 1799 - дата основания.

## Экономика
- Молочно-товарная ферма.